# Xiao Jun (judoczka)
Xiao Jun (chiń. 肖俊; ur. 25 maja 1983) – chińska judoczka.
Uczestniczka mistrzostw świata w 2009. Zajęła trzecie miejsce w drużynie na mistrzostwach świata w 2008. Startowała w Pucharze Świata w latach 2005-2007 i 2009-2011. Brązowa medalistka mistrzostw Azji w 2008. Wygrała mistrzostwa Azji Wschodniej w 2008 i druga w 2006 roku.